# Andrzej Dziedziczko
Andrzej Mieczysław Dziedziczko (ur. 7 stycznia 1935 w Stołpcach, zm. 16 kwietnia 2020) – polski specjalista w zakresie alergologii i pumonologii, prof. zw. dr hab.

## Życiorys
W 1957 ukończył studia wychowania fizycznego w Akademii Wychowania Fizycznego Józefa Piłsudskiego w Warszawie, a w 1964 studia medyczne w Akademii Medycznej w Gdańsku. 24 czerwca 1976 obronił pracę doktorską, w 1992 habilitował się na podstawie pracy Występowanie i rozpoznawanie zawodowej astmy oskrzelowej spowodowanej ekspozycją na diizocyjanian toluenu /TDI/ w środowisku pracy. 12 października 2006 nadano mu tytuł profesora w zakresie  nauk. medycznych.
Został zatrudniony na stanowisku wykładowcy w Kujawskiej Szkole Wyższej we Włocławku, oraz był profesorem zwyczajnym w Katedrze Pielęgniarstwa Klinicznego na Wydziale Nauk o Zdrowiu Akademii Medycznej  im. Ludwika Rydygiera w Bydgoszczy i w Instytucie Ochrony Zdrowia Państwowej Wyższej Szkole Zawodowej im. Stanisława Staszica w Pile.
Awansował na stanowisko kierownika w Katedrze i Klinice Alergologii i Chorób Wewnętrznych Collegium Medicum im. Ludwika Rydygiera w Bydgoszczy.
Zmarł 16 kwietnia 2020.